# تقنية المونتاج
المونتاج هي تقنية لـتحرير الأفلام يتم فيها ترتيب سلسلة من اللقطات القصيرة لتكثيف المساحة والوقت والمعلومات، تم استخدام المصطلح في سياقات مختلفة، تعني “مونتاج” بالفرنسية ببساطة التحرير. في نظرية المونتاج السوفيتية كما تم تقديمها في الأصل خارج الاتحاد السوفييتي بواسطة سيرجي آيزنشتاين.
في وقت لاحق أصبح مصطلح "تسلسل المونتاج" الذي استخدمته الاستوديوهات البريطانية والأمريكية بشكل أساسي هو الأسلوب الشائع للإشارة إلى مرور الوقت.  
المونتاج هو مصطلح فرنسي يعني "تجميع اللقطات" أو "التجميع" وهي تقنية فيلم لتجميع سلسلة من اللقطات القصيرة التي تنشئ صورة مركبة، يمكننا القول أن المونتاج عبارة عن سلسلة من الصور المنفصلة أو متحركة أو ثابتة يتم تحريرها معًا لإنشاء تسلسل مستمر، يُمكِّن المونتاج صانعي الأفلام من توصيل قدر كبير من المعلومات إلى الجمهور خلال فترة زمنية أقصر عن طريق التوفيق بين لقطات مختلفة أو ضغط الوقت من خلال التحرير أو تشابك العديد من القصص
من الثلاثينيات إلى الخمسينيات من القرن الماضي غالبًا ما تجمع تسلسلات المونتاج بين العديد من اللقطات القصيرة مع تأثيرات بصرية خاصة (التلاشي والشاشات المنقسمة والتعويضات المزدوجة والثلاثية) والرقص والموسيقى.

## تطور المونتاج
جاءت كلمة "مونتاج" لتعريف القطع السريع المفاجئ الذي استخدمه آيزنشتاين في أفلامه واستمر استخدامه حتى يومنا هذا في "تسلسلات المونتاج" التي تم إنشاؤها خصيصًا والتي تم إدخالها في أفلام هوليوود للإيحاء في طمس من التعريضات المزدوجة بارتفاع شهرة مغني أوبرا أو في لقطات نموذجية موجزة أو تدمير طائرة أو مدينة أو كوكب.
اثنان من أجهزة المونتاج الشائعة المستخدمة هي نشرات الأخبار القصيرة والشريط السينمائي الحديدي.
في الأول  كما هو الحال في فيلم (المواطن كين) كان هنالك لقطات متعددة للصحف التي تتم طباعتها (لقطات متعددة الطبقات من الأوراق تتحرك بين بكرات وأوراق تخرج من نهاية المطبعة ورجل صحفي ينظر إلى ورقة) وعناوين رئيسية يتم تكبيرها على الشاشة يقول كل ما يجب أن يقال.
في مونتاج الشريط السينمائي الحديدي تشمل اللقطات محركات تتسابق نحو الكاميرا وعجلات محرك عملاقة تتحرك عبر الشاشة وقطارات طويلة تتسابق خلف الكاميرا بينما تملأ علامات الوجهة الشاشة.
"المونتاج بالتمرير" هو شكل من أشكال المونتاج متعدد الشاشات تم تطويره خصيصًا للصورة المتحركة في متصفح الإنترنت. عادةً ما يتم استخدام "المونتاج بالتمرير" في الأعمال السمعية والبصرية عبر الإنترنت التي يتم فيها فصل الصوت عن الصورة المتحركة ويمكن أن توجد بشكل مستقل: عادةً ما يتم بث الصوت في هذه الأعمال على راديو الإنترنت ويتم نشر الفيديو على موقع منفصل.

## مخرجين بارزين في المونتاج
ناقش الناقد السينمائي عزرا غودمان مساهمات سلافكو فوركابيتش الذي عمل في متروغولدن ماير وكان أشهر متخصص في المونتاج في الثلاثينا. ابتكر مونتاجًا حيويًا للعديد من الصور بشكل أساسي للحصول على نقطة عبر الاقتصاد أو لتخطي الفاصل الزمني في غضون لحظات مع الصور المتتالية عبر الشاشة كان قادرًا على إظهار صعود جانيت ماكدونالد إلى الشهرة كنجمة أوبرا في مايو (1937) واندلاع الثورة في فيفا فيلا (1934) والمجاعة والنزوح الجماعي في  الأرض الطيبة (1937) والطاعون في روميو وجولييت (1936).
من عام 1933 إلى عام 1942 كان دون سيغل الذي أصبح فيما بعد مخرجًا سينمائيًا روائيًا مشهورًا رئيسًا لقسم المونتاج في شركة وارنر براذرز،  قام بمونتاج لمئات من الأعمال بما في ذلك اعترافات جاسوس نازي وكنوت روكن وجميع الأمريكيين والبلوز في الليل ويانكي دودل داندي والدار البيضاء والعمل في شمال الأطلسي وجنتلمان جيم  وهم يقودون ليلا.
تم إجراء المونتاج كما يتم إجراؤها الآن بشكل غريب بما فيه الكفاية بطريقة غريبة، حيث يقوم المخرج بتصوير بعض اللقطات التي يفترض أنها ستستخدم في المونتاج بشكل عرضي ثم يلتقط القاطع بعض اللقطات، ويعمل مشغل الطابعة الضوئية على مزجها وهذا ما يُسمى بالمونتاج، في المقابل كان سيغل يقرأ سيناريو الصورة المتحركة لاكتشاف القصة والحركة ثم يأخذ وصف النص المكون من سطر واحد للمونتاج ويكتب نصه المكون من خمس صفحات.
تركه المخرجون ورؤساء الاستوديو بمفرده لأنه لم يستطع أحد معرفة ما كان يفعله فترك وحيدا مع طاقمه وجرب باستمرار لمعرفة ما يمكنه القيام به، لقد حاول أيضًا جعل المونتاج يتناسب مع أسلوب المخرج وهو ما كان مملًا بالنسبة للمخرج البليد ، شيق للمخرج الشيق.
"كانت بالطبع أروع طريقة للتعرف على الأفلام لأنني ارتكبت أخطاء لا نهاية لها في التجريب بدون إشراف ولكن كانت النتيجة أن عددًا كبيرًا من المونتاج كان فعالًا بشكل ممتاز"

## مونتاج التدريب الرياضي
مونتاج التدريب الرياضي هو مونتاج توضيحي قياسي نشأ في السينما الأمريكية ولكنها امتدت منذ ذلك الحين إلى أفلام فنون القتال الحديثة من شرق آسيا، في الأصل يصور شخصية تشارك في التدريب البدني أو الرياضي وقد امتد النموذج إلى أنشطة أو مواضيع أخرى.

### الاتفاقيات والكليشيهات
تتضمن العناصر القياسية لمونتاج التدريب الرياضي تراكمًا حيث يواجه البطل الرياضي المحتمل فشله في التدريب بشكل كافٍ.
الحل هو نظام تدريب فردي جاد ويظهر الفرد وهو يشارك في التدريب البدني من خلال سلسلة من التسلسلات القصيرة والمختصرة، عادةً ما توفر الأغنية الملهمة (غالبًا موسيقى الروك السريعة) الصوت الوحيد،  لقد انقضت عدة أسابيع في نهاية المونتاج في غضون بضع دقائق فقط وأصبح البطل الآن مستعدًا للمنافسة الكبيرة، أحد الأمثلة الأكثر شهرة هو تسلسل التدريب في فيلم روكي عام 1976 الذي بلغ ذروته في ركض روكي ستيبس لمتحف فيلادلفيا للفنون.
أدت بساطة التقنية والإفراط في استخدامها في مفردات الأفلام الأمريكية إلى وضعها كفيلم مبتذل، ظهرت محاكاة ساخرة بارزة لمونتاج التدريب الرياضي في حلقة ساوث بارك "أسبن"، عندما يجب أن يصبح ستان مارش متزلجًا خبيرًا بسرعة يبدأ التدريب في مونتاج حيث توضح الأغنية الملهمة بوضوح تقنيات ومتطلبات تسلسل مونتاج تدريب رياضي ناجح أثناء بثها على الشاشة، كما تم انتحالها في فريق أمريكا: الشرطة العالمية في تسلسل مشابه.
اكتسبت الموسيقى في مشاهد المونتاج التدريبية هذه أتباعًا عدة حيث ظهر فنانين مثل روبرت تيبر وستان بوش وسيرفايفر في العديد من الموسيقى التصويرية في الثمانينيات، أما أغاني مثل "بعيدا عن النهاية" لـفرانك ستالون و"كسر الجليد" لجون فارنام هي أمثلة لأغاني موسيقى الروك عالية الطاقة التي تميز الموسيقى التي ظهرت خلال المونتاج في أفلام الحركة في الثمانينيات.

## طالع
- ترسيم الحركة
- برامج تحرير الفيديو